# Morebilus gramps
Morebilus gramps là một loài nhện trong họ Trochanteriidae. Loài này phân bố ở Victoria.